# Chloris boliviensis
Chloris boliviensis är en gräsart som beskrevs av Stephen Andrew Renvoize. Chloris boliviensis ingår i släktet kvastgrässläktet, och familjen gräs. Inga underarter finns listade i Catalogue of Life.